# Marija Petrović
Marija Petrović (født 18. Marts 1994) er en kvindelig serbisk håndboldspiller, som spiller for SCM Gloria Buzău og Serbiens kvindehåndboldlandshold.